# Jean-Baptiste Salme
Jean-Baptiste Salme (* 18. November 1766 in Aillianville, Department Haute-Marne; † 27. Mai 1811) war ein französischer Général de division der Revolutionszeit und der Kaiserzeit.
Er fiel am 27. Mai 1811 bei der Belagerung von Tarragona beim Sturm gegen das Fort Olivo.
Sein Name findet sich auf dem Westpfeiler des Arc de Triomphe in  Paris in der Reihe 37 und 38. Er war Träger des Ordens der Ehrenlegion.